# Morti nel 1496
| Questa pagina contiene informazioni ricavate automaticamente dalle voci biografiche con l'ausilio del template Bio e di un bot. L'aggiornamento è periodico e automatico e ricostruisce completamente la pagina. Se manca una persona in questa lista, sei pregato di non aggiungerla, ma accertati piuttosto che la sua voce biografica contenga il template Bio e che i dati anagrafici siano correttamente compilati. Se il template Bio manca, inseriscilo tu stesso o, in alternativa, metti l'avviso {{tmp\|Bio}} che ne segnala la mancanza. Se i dati riportati sono sbagliati, correggi direttamente la voce biografica; le modifiche saranno visibili in questa lista entro pochi giorni. Per chiarimenti vedi il progetto biografie. La lista contiene solo le 44 persone che sono citate nell'enciclopedia e per le quali è stato implementato correttamente il template Bio. Pagina aggiornata al 10 ago 2025. |

- 1º gennaio - Carlo di Valois-Angoulême, nobile francese (n. 1459)
- 6 gennaio - Antonio Gonzaga, condottiero italiano
- 21 gennaio - Giovanni Ducco, presbitero e vescovo cattolico italiano
- 24 febbraio - Eberardo I di Württemberg, duca tedesco (n. 1445)
- 4 marzo - Sigismondo d'Austria, duca (n. 1427)
- 12 marzo - Jean Heynlin, teologo e umanista tedesco
- 19 marzo - Marco da Montegallo, religioso italiano (n. 1425)
- 16 aprile - Davide di Borgogna, vescovo cattolico tedesco (n. 1427)
- 16 aprile - Carlo Giovanni Amedeo di Savoia, nobile (n. 1488)
- 27 aprile - Giacomo Illirico, religioso dalmata
- 18 maggio - Illuminata Bembo, religiosa italiana
- 17 giugno - Maddalena di Brandeburgo, principessa (n. 1460)
- 24 giugno - Manfredino Boxilio, pittore italiano
- 8 luglio - Benedetto Bonfigli, pittore italiano (n. 1420)
- 10 agosto - Bernardo Contarini, nobile e militare italiano (n. 1451)
- 15 agosto - Isabella d'Aviz (n. 1428)
- 27 agosto - Gianfrancesco Gonzaga, condottiero italiano (n. 1446)
- 15 settembre - Hugh Clopton, politico inglese
- 21 settembre - Pier Capponi, condottiero e politico italiano (n. 1446)
- 5 ottobre - Gilberto di Borbone-Montpensier, conte
- 7 ottobre - Ferdinando II di Napoli, sovrano italiano (n. 1467)
- 13 ottobre - Giordano Caetani, umanista e arcivescovo italiano
- 1º novembre - Filippo Buonaccorsi, umanista e scrittore italiano (n. 1437)
- 23 novembre - Bianca Giovanna Sforza, nobildonna italiana (n. 1482)
- Ruggero Accrocciamuro, condottiero italiano (n. 1440)
- Aurelio Bienato, vescovo cattolico e letterato italiano
- Domenico Bollani, politico e diplomatico italiano
- Giovanni Battista Caccialupi, giurista italiano (n. 1420)
- João Vaz Corte-Real, navigatore e esploratore portoghese
- Pietro Damiano, vescovo cattolico italiano
- Ercole de' Roberti, pittore italiano
- Giusto d'Andrea, pittore italiano (n. 1440)
- Josetsu, pittore giapponese (n. 1380)
- Sebastiano Maggi, religioso italiano (n. 1414)
- Pietro di Francesco Orioli, pittore italiano (n. 1458)
- Giacomo Passarelli, letterato italiano
- Francesco Secco, condottiero italiano (n. 1423)
- Tenesor Semidán, re spagnolo
- Leone Sforza, conte italiano (n. 1476)
- Lorenzo Spirito Gualtieri, poeta, umanista e militare italiano (n. 1426)
- Camillo Vitelli, condottiero e cavaliere medievale italiano (n. 1459)
- Qaytbay, sultano
- Bartolomeo della Rovere, patriarca cattolico italiano (n. 1447)
- Simone di Pontremoli, banchiere italiano (n. 1430)